# Pritchardiopsis jeanneneyi
Pritchardiopsis jeanneneyi là loài thực vật có hoa thuộc họ Arecaceae. Loài này được Beccari miêu tả khoa học đầu tiên năm 1910.. Tuy nhiên trong phiên bản 1.2 mới hơn thì The Plant List lại coi danh pháp này là đồng nghĩa gốc của danh pháp được coi là chính thức là Saribus jeanneneyi (Becc.) Bacon & W.J.Baker, 2011, tương tự như cách hiểu hiện tại của IPNI.